# Плечеголовной ствол
Плечеголовной ствол (лат. truncus brachiocephalicus) — артерия, присутствует у человека, крупного рогатого скота и лошади. У свиней и собак вместо него имеются 2 сосуда — плечеголовная и левая подключичная артерии; каждая из них самостоятельно начинается от дуги аорты. Плечеголовной ствол крупного рогатого скота направляется краниально, к входу в грудную полость, и делится на левую подключичную и плечеголовную артерии.

## Плечеголовной ствол у человека
У человека это короткий (4—5 см) толстый сосуд, который делится на правую общую сонную артерию и правую подключичную артерию. На левой стороне тела нет плечеголовного ствола. Левая общая сонная артерия и левая подключичная артерия отходят непосредственно от дуги аорты. Есть две (правая и левая) плечеголовных вены.